# Interferómetro

Esquema de un interferómetro de Jamin.

El interferómetro es un instrumento óptico que emplea la interferencia de las ondas de luz para medir con gran precisión longitudes de onda de la misma luz.
Hay muchos tipos de interferómetros, en todos ellos se utilizan dos haces de luz que recorren dos trayectorias ópticas distintas, determinadas por un sistema generalmente de espejos y prismas que, finalmente, convergen para formar un patrón de interferencia.
Tiene diversas áreas de aplicaciones, como la astronomía, agricultura, biotecnología, cosméticos, etc.

## Medición
Para medir la longitud de onda de un rayo de luz monocromática se utiliza un interferómetro dispuesto de tal forma que un espejo situado en la trayectoria de uno de los haces de luz puede desplazarse una distancia pequeña, que puede medirse con precisión, con lo que es posible modificar la trayectoria óptica del haz. Cuando se desplaza el espejo una distancia igual a la mitad de la longitud de onda de la luz, se produce un ciclo completo de cambios en las franjas de interferencia. La longitud de onda se calcula midiendo el número de ciclos que tienen lugar cuando se mueve el espejo una distancia determinada.

### Medición de distancias
Cuando se conoce la longitud de onda de la luz empleada, pueden medirse distancias pequeñas en la trayectoria óptica analizando las interferencias producidas. Esta técnica se emplea, por ejemplo, para medir el contorno de la superficie de los espejos de los telescopios.

### Medición de índices de refracción
Los índices de refracción de una sustancia también pueden medirse con un interferómetro, y se calculan a partir del desplazamiento en las franjas de interferencia causado por el retraso del haz.

### El interferómetro en Astronomía

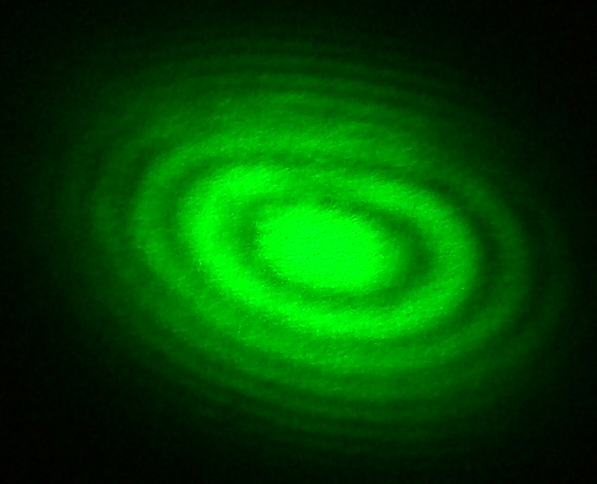
Imagen obtenida con un interferómetro de Michelson utilizando luz láser.

En astronomía el principio del interferómetro también se emplea para medir el diámetro de estrellas grandes relativamente cercanas como, por ejemplo, Betelgeuse. Como los interferómetros modernos pueden medir ángulos extremadamente pequeños, se emplean —también en este caso en estrellas gigantes cercanas— para obtener imágenes de variaciones del brillo en la superficie de dichas estrellas. Recientemente ha sido posible, incluso, detectar la presencia de planetas fuera del Sistema Solar a través de la medición de pequeñas variaciones en la trayectoria de las estrellas. El principio del interferómetro se ha extendido a otras longitudes de onda y en la actualidad está generalizado su uso en radioastronomía.

### El experimento de Michelson y Morley
Con el interferómetro se realizó uno de los experimentos más famosos de la historia de la física, con el cual ambos investigadores intentaron medir la velocidad de la Tierra en el supuesto éter luminífero. En dicho experimento se encontró que la velocidad de la luz en el vacío es constante, independiente del observador, lo que es uno de los postulados de la Teoría de la Relatividad Especial de Albert Einstein. Ver interferómetro de Michelson.